# Distretto di Beni Douala
Il distretto di Beni Douala è un distretto della provincia di Tizi Ouzou, in Algeria.

## Comuni
Il distretto di Beni Douala comprende 4 comuni:
- Beni Douala
- Aït Mahmoud
- Beni Aïssi
- Beni Zmenzer